# Pseudocatolaccus nitescens
Pseudocatolaccus nitescens är en stekelart som först beskrevs av Walker 1834.  Pseudocatolaccus nitescens ingår i släktet Pseudocatolaccus och familjen puppglanssteklar. Arten är reproducerande i Sverige. Inga underarter finns listade i Catalogue of Life.